# 4943 Lac d’Orient
A 4943 Lac d'Orient (ideiglenes jelöléssel 1987 OQ) a Naprendszer kisbolygóövében található aszteroida. Eric Walter Elst fedezte fel 1987. július 27-én.